# 서울중흥초등학교
서울중흥초등학교(서울中興初等學校)는 대한민국 서울특별시 중랑구에 있는 공립 초등학교이다.

## 학교 연혁
- 1999년 10월 2일: 개교

2002. 12. 20.
기본이 바로 된 어린이 기르기 우수실천 학교 표창
2005. 02. 17.
제5회 졸업식(181명, 누계 782명)
2006. 02. 13.
학교경영 우수학교 표창(교육장)
2007. 01. 15.
서울특별시 교육청 수업혁신 연구팀 최우수학교 선정
2007. 12. 28.
학교경영 우수 학교 표창
2010. 12. 24.
좋은학교만들기 자원학교 우수학교 표창
2012. 12. 28.
학교경영 우수학교 표창
2014. 09. 04.
아름다운 학교 표창
2014. 12. 30.
학교경영 우수학교 교육장 표창
2015. 02. 13.
제15회 졸업식(96명, 누계 2411명)
2016. 10. 02.
교육환경개선우수학교 교육장 표창
2016. 12. 31.
학교경영 우수학교 교육장 표창
2017. 02. 17.
제17회 졸업식(65명, 누계 2565명)
2017. 09. 01.
서울형혁신학교 하반기지정(2017.09

## 참고 자료
- 서울중흥초등학교 - 한국교육학술정보원 학교알리미

학교홈페이지http://jung 보관됨 2022-01-19 - 웨이백 머신 heung.sen.es.kr/